# Música en libertad
```
Música en Libertad
 fue un programa musical televisivo, emitido por Canal 9 de Argentina entre 1970 y 1974. Su aparición representó un cambio significativo en los programas dedicados al público adolescente en el país.
```

## La historia
El objetivo de sus creadores fue producir una “Hit Parade", al estilo del programa radial emitido por Radio Libertad, cuyo director general era Leandro Ghiglioni. La emisora fue expropiada por la dictadura de Onganía.
El 28 de febrero de 1970, Radio Libertad silenció sus micrófonos y quedó en la historia como ícono de lo que sería el acontecimiento radial de la década. La frecuencia 1030 kHz pasó a nuevos apoderados y se identificó como LS10 Del Plata, AM1030. 
El programa se llamó Música en Libertad y se contrató a Roberto Víctor Cicuta, quien había sido DJ de la radio para contactar a los sellos grabadores. Fue él quien eligió Retumben los parches (Let There Be Drums), el tema musical de Sandy Nelson, como sintonía del programa .

## El esquema inicial
Inicialmente, el esquema elegido consistía en montar fotografías de los intérpretes correspondientes a las grabaciones y figuras "en vivo" pero difuminadas. 
El primer programa se emitió el miércoles 1 de marzo de 1970 de 18:30 a 19:30, después del teleteatro episódico Pobre Martina (que se transmitía de 18:00 a 18:30) antes de Nuevediario Extra que se emitía de 19:30 a 20:30. La producción musical estuvo a cargo de Roberto Cicuta y el primer director fue Carlos Berterreix. 
El elenco estaba compuesto por alrededor de 40 jóvenes de ambos sexos, que bailaban algunos de los temas musicales y rotaban en cada programa. Para ello, el canal convocaba audiciones, y fueron cientos los aspirantes que buscaban formar parte del nuevo programa, aunque nadie sabía con exactitud de qué se trataba. Algunos incluso sugirieron que no siquiera los directivos del canal lo tenían claro.
Este esquema cambió radicalmente cuando se seleccionó un elenco fijo, que aparecía en cámara doblando a intérpretes nacionales y extranjeros e integrando un grupo de baile.

## Los conductores
Se propuso contratar a una pareja de conductores, jóvenes y no muy conocidos.
David Raisman grabó varias pruebas con al menos 4 parejas, siendo una de ellas la formada por Maisabé y Leonardo Simons. Los dos eran locutores profesionales graduados del ISER (Instituto Superior de Enseñanza Radiofónica) y ya habían realizado presentaciones en radio y televisión previamente, aunque no de tanta responsabilidad, y nunca habían trabajado juntos hasta ese momento.

## La mecánica
Los programas se emitían de lunes a viernes en el horario de las 18:30 hs. hasta las 19:30 hs. después de la telenovela "Estación Retiro (1971)" . Las grabaciones de los 5 programas de la semana se hacían los miércoles durante casí todo el día y con público, y tanto los conductores como los integrantes cambiaban su vestimenta entre uno y otro. Lo que no cambiaba era la escenografía, que era la misma para toda la semana, aunque sí los efectos de iluminación. 
Con el fin de difundir a los nuevos grupos musicales, y teniendo en cuenta que las bandas sonaban inevitablemente pésimo desde un estudio de televisión, se ponía al aire el disco mientras, en pantalla, un grupo de chicas y chicos bien "lookeados" bailaban las canciones.
Gracias a esta dinámica, editaron hasta 9 discos con la música que utilizaba el programa y una revista propia. Además, se realizaron populares giras por el interior del país, una de las más recordadas fue en el festival Festirama de Río Tercero, Córdoba, donde asistieron 30.000 espectadores.

## El elenco
El primer elenco de planta estaba formado por:
- Las "Margaritas": María E. Lovero, Silvana Di Lorenzo, Liliana "Conejito" Aquino, Alejandra Rodrigo, María Esther Pazos, Norma Tamashiro, Diana Schultze, Diana Barbieri, Gladys Pinto y Rosita Aguiar.
- Los "Cactus": Raúl Padovani, Christian Andrade, Santiago "Santi" Prado, Daniel Laufer, Norberto "Tito" Vaccaro, Héctor Santos, Omar González, Roberto Yara, Roberto Martín, Horacio Ortiz y Omar Corvalán.

Este elenco, además, participaba los sábados en "Sábados de la Bondad" con el recordado Héctor Coire y, los domingos, "Feliz Domingo" junto a Orlando Marconi. Por ello, los integrantes de "Música en Libertad" salían en televisión los 7 días de la semana, algo inusual en la televisión de la época. Además, también se emitió "Música en Libertad - edición infantil -" liderado por Liliana "Conejito" Aquino, dirigido a un público infantil.

### Ficha técnica
- Sonido y musicalización: Juan de Dios González (Gonzalito) y Jorge Espinosa
- Escenografía: Rubén Grecco
- Iluminación: Luis Devic
- Asistente de dirección: Alejandro Faura
- Productor Ejecutivo: David Raisman
- Dirección: José Manuel Durán